# آساکورا توشی‌کاگه
آساکورا توشیکاگه، آساکورا تاکاکاگه (به ژاپنی: 朝倉 孝景（あさくら たかかげ) هفتمین رهبر خاندان آساکورا، رهبر سامورایی در دوره شوگون‌سالاری آشیکاگا بود.